# Osmar Prado
Osmar do Amaral Barbosa OMC (São Paulo, 18 de agosto de 1947), mais conhecido como Osmar Prado, é um ator, escritor e produtor brasileiro. É considerado um dos mais prestigiados atores brasileiros, recebendo vários prêmios, incluindo três Prêmios APCA, um Prêmio Guarani, dois Prêmios Qualidade Brasil, e um Troféu Imprensa.
Osmar iniciou sua carreira ainda criança atuando na novela infantil David Copperfield (1958), da TV Paulista. Nos anos seguintes continuou desenvolvendo trabalhos na emissora e também iniciou carreira no teatro profissional, com participações recorrentes em ambas áreas. Em 1973 recebeu seu primeiro protagonista na televisão, o caipira Juba da novela Bicho do Mato, na TV Globo. Desde então, passou a integrar o elenco de atores da emissora se destacando em inúmeras produções, como Estácio de Helena (1975), Getúlio de Anjo Mau (1976), Pepo de Pai Herói e Tabaco de Roda de Fogo (1986).
Ele também se consolidou como um dos grandes atores do teatro brasileiro. Por seu desempenho na peça Uma Rosa Para Hitler (1993), ele venceu seu primeiro Prêmio APCA como Melhor Ator de Teatro. Seu primeiro grande sucesso na televisão aconteceu na novela Renascer (1993) interpretando o catador de caranguejos Tião Galinha. Com esse trabalho, Osmar se tornou ainda mais popular e venceu seu segundo Prêmio APCA como Melhor Ator Coadjuvante em Televisão.Em Sangue do Meu Sangue (1995), novela do SBT, ele foi aclamado pela crítica por sua atuação como o inescrupuloso Clóvis Camargo, que lhe rendeu o Troféu Imprensa de Melhor Ator.
Osmar se consagrou como um dos maiores atores da teledramaturgia brasileira sendo um dos nomes mais recorrentes nas produções da TV Globo na década de 2000 e 2010. Em sua carreira foi prestigiado diversas vezes por sua versatilidade na atuação. Entre seus papéis notáveis nesse período, incluem-se o dependente químico Lobato em O Clone (2001), o divertido Margarido em Chocolate com Pimenta (2003), o Pai na antológica minissérie Hoje É Dia de Maria (2005), o poderoso Cícero em Ciranda de Pedra (2008) e o coronel Epaminondas Napoleão em Meu Pedacinho de Chão (2014).
No cinema, se destacou no filme histórico Desmundo (2003), como Francisco de Albuquerque, pelo qual recebeu sua primeira indicação ao Prêmio Guarani de Melhor Ator Coadjuvante. Interpretou o presidente Getúlio Vargas no filme biográfico Olga (2004), recebendo elogios por sua atuação, que lhe rendeu o Prêmio Qualidade Brasil de Melhor Ator Coadjuvante em Cinema. Em 10 Segundos para Vencer (2019), Osmar recebeu aclamação por sua atuação como o treinador Kid Jofre. Por esse papel, ele foi eleito Melhor Ator pelo Festival de Gramado e venceu o Prêmio Guarani de Melhor Ator Coadjuvante.

## Carreira
Iniciou sua carreira de ator aos 10 anos de idade, integrando o elenco infantil da telenovela David Copperfield, exibida pela TV Paulista. Interpretou diversos papéis na emissora, onde permaneceu por oito anos. Nessa época, além da televisão, realizou também trabalhos no teatro com o ator Sérgio Cardoso. Em 1965, teve uma passagem pela recém inaugurada Rede Globo, onde participou da novela Ilusões Perdidas. Em 1968, assinou contrato com a TV Excelsior para atuar na novela Os Estranhos. Na mesma emissora, ainda integrou o elenco de outras duas novelas, A Muralha  e Dez Vidas.
Assinou seu primeiro contrato com a Rede Globo, em 1969, para trabalhar na novela Verão Vermelho. Devido ao seu bom desempenho, foi escalado para atuar em Assim na Terra como no Céu, de 1970. Em 1971, participou de O Cafona, na qual interpretou Cacá, um jovem cineasta que, junto com os amigos Rogério e Julinho, desejava fazer o filme mais radical do cinema brasileiro. Os personagens faziam uma referência bem-humorada aos diretores Cacá Diegues, Rogério Sganzerla e Júlio Bressane. Ainda nesse ano, participou da novela Bandeira 2 de Dias Gomes, quando viveu o jogador de futebol Mingo.
Em seguida, protagonizou sua primeira novela, Bicho do Mato de Chico de Assis e Renato Corrêa e Castro, em que viveu o caipira Juba. A partir de 1973, passou a integrar o elenco fixo do seriado humorístico semanal A Grande Família, onde despontou como o estudante politizado Júnior, terceiro filho do casal Lineu e Nenê – na época, interpretados por Jorge Dória e Eloísa Mafalda - que não foi reproduzido na versão atual do seriado.
Em 1975, com a morte do autor da série, voltou a fazer novelas, atuando em duas produções. Primeiro em Senhora de Gilberto Braga, em que interpretou o advogado Torquato Ribeiro; e depois em Helena de Gilberto Braga, cuja trama foi protagonizada por ele, juntamente com a atriz Lúcia Alves. Depois, em 1976, esteve presente na primeira versão da novela Anjo Mau de Cassiano Gabus Mendes, cuja babá Nice fora vivida pela atriz Susana Vieira. Coube a Osmar encarnar Getúlio, marido da personagem Stela, vivida por Pepita Rodrigues, patrões da babá Nice. Posteriormente, como Eupídio Morungaba, participou da novela Nina.
Em 1978, interpretou o Edu da novela Te Contei? de Cassiano Gabus Mendes, que vivia um triângulo amoroso com as personagens Shana, de Maria Cláudia, e Sabrina, de Wanda Stephânia. Em seguida, em Pai Herói, viveu o marginal Pepo. Em 1980, na novela Chega Mais de Walther Negrão e Carlos Eduardo Novaes, interpretou o cantor Amaro da Bahia, que formava par romântico com a personagem de Renata Sorrah. Depois, no papel de Alfredo, integrou o elenco de O Amor É Nosso de Wilson Aguiar Filho, Walther Negrão e Roberto Freire.
Após quase 15 anos de contrato com a Rede Globo, deixou temporariamente a emissora em 1982, para se dedicar mais ao teatro. Nos palcos, atuou nas montagens de Barrela e Gente Fina É a Mesma Coisa. Também nesse ano, teve uma passagem pela TV Cultura de São Paulo, onde protagonizou a minissérie Seu Quequé com adaptação de Wilson Rocha.
Em 1983, foi convidado a integrar o elenco do seriado Mário Fofoca roterizado por Cassiano Gabus Mendes, no papel do corretor Donato Freitas, cujo escritório era vizinho ao do detetive Mário Fofoca, e servia de contraponto às situações vividas pelo protagonista. Ainda nesse ano, viveu o Joãozito em Voltei pra Você de Benedito Ruy Barbosa e fez uma participação especial em Champagne de Cassiano Gabus Mendes.
Em 1984, participou de sua primeira minissérie na Rede Globo, Meu Destino É Pecar de Euclydes Marinho. Depois, transferiu-se para a extinta Rede Manchete, onde atuou nas minisséries Viver a Vida de Manoel Carlos e Tudo em Cima de Bráulio Pedroso e Geraldo Carneiro. Antes disso, ainda em 1984, fez a sua estreia no cinema, atuando no filme Aguenta, Coração.
Em 1986, de volta à Rede Globo, participou de sua primeira novela das oito, Roda de Fogo de Lauro César Muniz, e interpretou um de seus personagens mais carismáticos na televisão, o Tabaco. No ano seguinte, trabalhou em Mandala de Dias Gomes, sendo que para viver a personagem se viu obrigado a raspar a cabeça, pois o papel seria de um monge budista. Em 1988, interpretou um dos personagens principais de Vida Nova de Benedito Ruy Barbosa, o italiano Pietro. Também nesse ano, voltou a trabalhar numa minissérie, O Pagador de Promessas de Dias Gomes, vivendo o padre Eloy.
Em 1990, participou da minissérie Riacho Doce de Aguinaldo Silva e Ana Maria Moretzshon, como o pescador Neco. Em 1992, atuou na novela Pedra sobre Pedra de Aguinaldo Silva, Ricardo Linhares e Ana Maria Moretzshon, na qual viveu mais um personagem de grande repercussão junto ao público, o Sérgio Cabeleira, que assustava os habitantes da cidade de Resplendor em noites de lua cheia.
Em 1993, interpretou aquele que talvez seja seu maior sucesso na televisão, o Tião Galinha, um personagem exótico que carregava as crendices e fábulas do universo popular na novela Renascer de Benedito Ruy Barbosa. O papel lhe rendeu o prêmio de Melhor Ator Coadjuvante da Associação Paulista de Críticos de Arte.
Apesar do sucesso obtido pelo personagem, deixou a Rede Globo ainda durante as gravações de Renascer. Transferiu-se para o SBT, que reorganizava seu núcleo de dramaturgia com a novela Éramos Seis de Sílvio de Abreu e Rubens Edward Filho. Ainda no SBT, integrou o elenco do remake de Sangue do Meu Sangue de Vicente Sesso, onde interpretou brilhantemente o grande vilão Clóvis. Com esse trabalho arrancou elogios da crítica e do público, e se tornou o primeiro ator do SBT a ganhar o Troféu Imprensa.
Voltou a trabalhar na Rede Globo em 1998, convidado para interpretar o prefeito Barnabé de Barros, na novela Meu Bem Querer de Ricardo Linhares e com supervisão de Texto de Aguinaldo Silva. Dois anos depois, participou da novela Esplendor segundo trabalho com a autora Ana Maria Moretzshon, no papel de Rodolfo Bernardes.

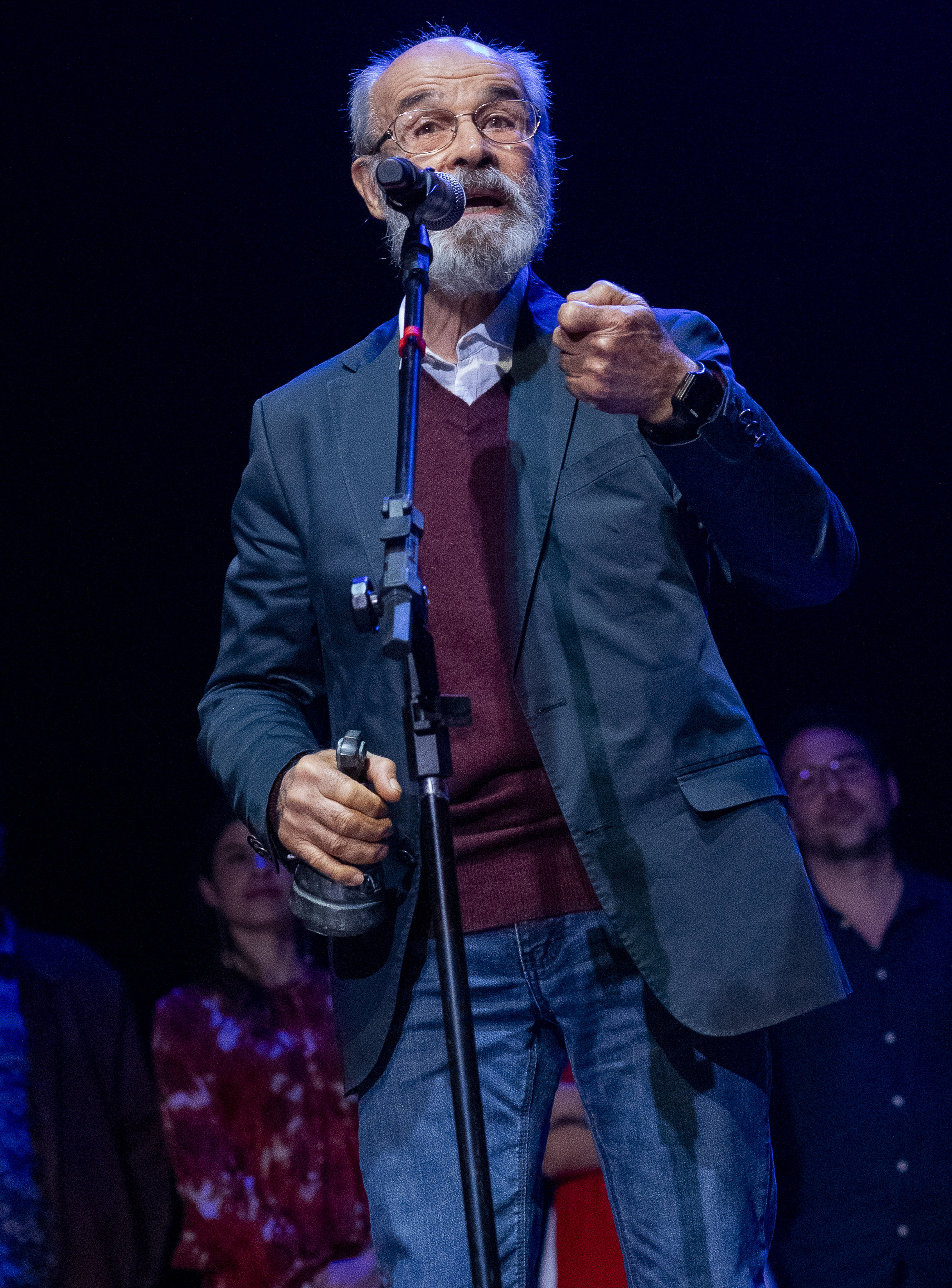
Prado recebendo o Prêmio APCA de melhor ator de televisão (2023)

Em 2001, esteve presente no elenco da premiada minissérie Os Maias de Maria Adelaide Amaral, Vincent Villari e João Emanuel Carneiro, no papel de Tomás de Alencar. Ainda em 2001, na novela O Clone de Glória Perez, interpretou Lobato, um advogado de classe média, ex-dependente químico, que luta para se manter longe do álcool e da cocaína. Em 2002 atou em Esperança de Benedito Ruy Barbosa e Walcyr Carrasco, em seguida, atuou em Chocolate com Pimenta também de Walcyr Carrasco, na pele do caipira Margarido. Posteriormente, no ano de 2004, filmou o longa Olga, na pele do presidente Getúlio Vargas.  
Depois, em 2005, integrou o elenco das duas jornadas da premiada minissérie Hoje É Dia de Maria de Carlos Alberto Soffredini, Em 2006, participou da minissérie JK de Maria Adelaide Amaral e Alcides Nogueira e do remake da novela Sinhá Moça de Benedito Ruy Barbosa, no papel do dominador Barão de Araruna. No ano seguinte, atuou na minissérie Amazônia, de Galvez a Chico Mendes de Glória Perez e na novela Eterna Magia de Elizabeth Jhin. Em 2008, participou do remake de Ciranda de Pedra de Alcides Nogueira, como o empresário Cícero Cassini, homem rico, descendente de italianos, sócio do grande vilão da história, Natércio.
Em 2009, integrou o elenco da novela Caminho das Índias de Glória Perez, no papel do chefe de família Manu, da casta dos comerciantes. Casado com Kochi, Manu é o pai da protagonista Maya e do jovem Komal.
Entre 2010 a 2011 atuou nas séries Na Forma da Lei de Antônio Calmon, Afinal o Que Querem as Mulheres de João Paulo Cuenca e Amor em Quatro Atos de Antonia Pellegrino, inspirada em músicas de Chico Buarque.
Em 2011 voltou às novelas como o delegado Batoré fazendo um triangulo amoroso com Zezé Polessa e Marcos Caruso no núcleo de humor da novela das 18 horas Cordel Encantado de Duca Rachid e Thelma Guedes.
Em 2012 interpretou o vilão cínico Vírgilio um homem que maltratava o filho adotivo e também explorava o seu dom especial de amansar os animais com um gesto ou olhar, da novela Amor Eterno Amor de Elizabeth Jhin.
Em 2014 volta a TV, na minissérie Amores Roubados de George Moura e Sérgio Goldenberg com supervisão de texto de Maria Adelaide Amaral, como Cavalcanti, um poderoso empresário, após enfrentar um câncer na garganta, No mesmo ano, interpretará o Coronel Epaminondas, o grande vilão cômico da história e também será rival de Pedro Galvão (Rodrigo Lombardi) em Meu Pedacinho de Chão de Benedito Ruy Barbosa, seu sexto trabalho com autor. Em 2019, interpretou o judeu Bóris em Órfãos da Terra.
Em 2022, ganha notoriedade ao interpretar o Velho do Rio no remake de Pantanal, de Benedito Ruy Barbosa, adaptado por Bruno Luperi.

## Vida pessoal

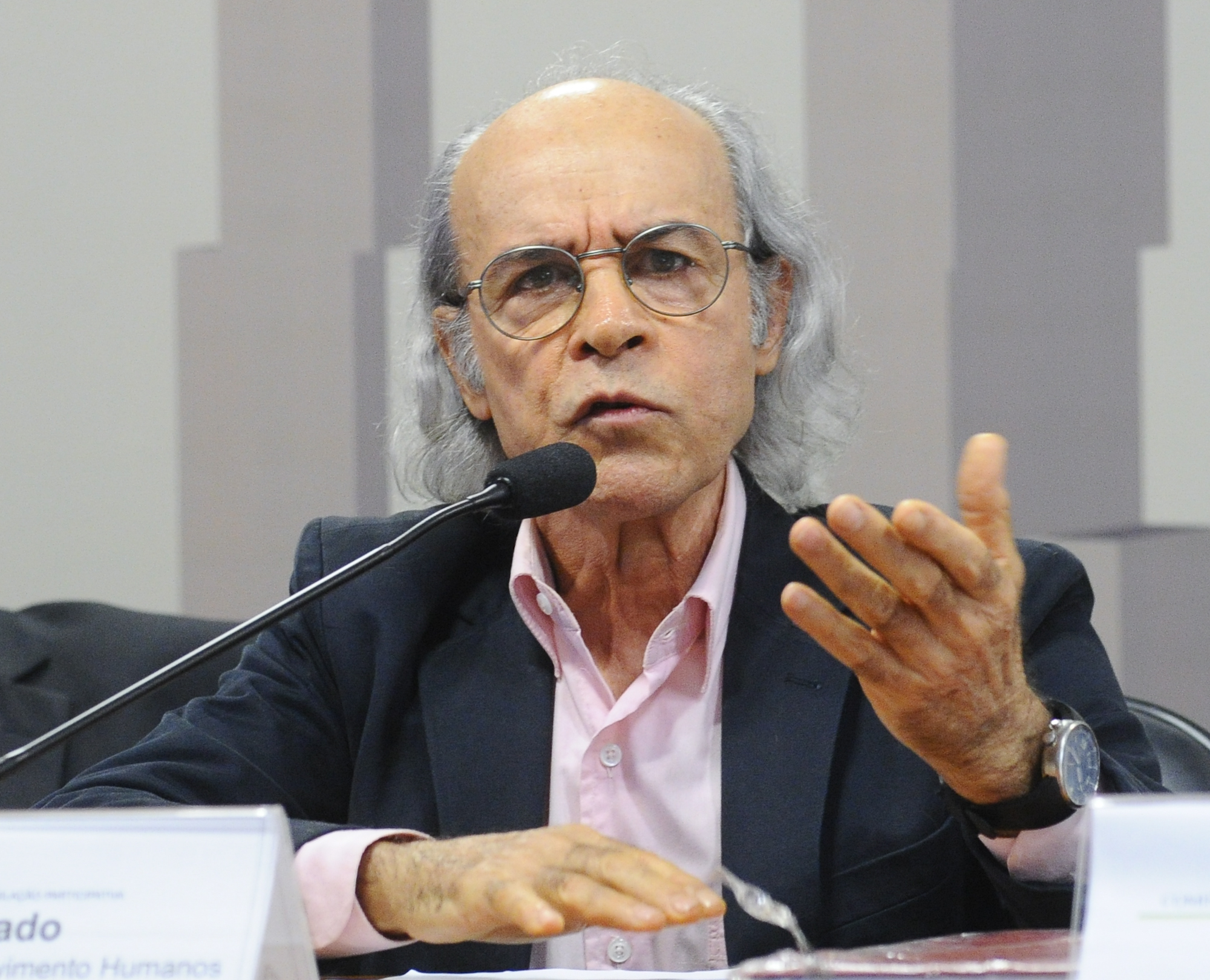
Prado participando de audiência da Comissão de Direitos Humanos e Legislação Participativa (2017)

Osmar foi casado duas vezes. Ele tem três filhas, sendo duas de seu primeiro casamento com Elizabeth Cosentino Vianna, Janína e Tainá Prado. Em 1990, casou-se com Vânia Penteado, com quem teve sua terceira filha, nascida em 1994. Participa do Movimento Humanos Direitos.
Em 2013 enfrentou um câncer na garganta, após ter sido submetido a duas cirurgias de retirada de um carcinoma da amígdala. Passou por sessões de radioterapia e quimioterapia e curou-se da doença.

## Filmografia

### Televisão
| Ano       | Título                               | Papel                                   | Nota                                    |
| --------- | ------------------------------------ | --------------------------------------- | --------------------------------------- |
| 1964      | Tortura d'Alma                       |                                         |                                         |
| 1965      | Ilusões Perdidas                     |                                         |                                         |
| 1968      | A Muralha                            |                                         |                                         |
| 1969      | Os Estranhos                         | Tony                                    |                                         |
| 1969      | Dez Vidas                            | Soldado                                 |                                         |
| 1970      | Verão Vermelho                       | Roberto (Bebeto)                        |                                         |
| 1970      | Assim na Terra como no Céu           | Mariozinho                              |                                         |
| 1971      | O Cafona                             | Carlos Monteiro (Cacá)                  |                                         |
| 1971      | Bandeira 2                           | Mingo                                   |                                         |
| 1972      | Bicho do Mato                        | Lucas Redenção (Juba)                   |                                         |
| 1972–75   | A Grande Família                     | Lineu Silva Júnior (Juninho)            |                                         |
| 1975      | Senhora                              | Torquato Ribeiro                        |                                         |
| 1975      | Helena                               | Éstacio                                 |                                         |
| 1976      | Anjo Mau                             | Getúlio Ribeiro                         |                                         |
| 1976      | Caso Especial                        | Albano                                  | Episódio: "Quem era Shirley Temple"     |
| 1977      | Nina                                 | Morungaba                               |                                         |
| 1978      | Te Contei?                           | Eduardo (Edu)                           |                                         |
| 1979      | Pai Herói                            | Pedro Varella (Pepo)                    |                                         |
| 1980      | Chega Mais                           | José Amaro Batista (Amaro) / Ted Lover  |                                         |
| 1981      | O Amor É Nosso                       | Alfredo                                 |                                         |
| 1982      | Seu Quequé                           | Seu Quequé                              |                                         |
| 1982–87   | Os Trapalhões                        | Vários personagens                      |                                         |
| 1983      | Mário Fofoca                         | Donato Freitas                          |                                         |
| 1983      | Champagne                            | Amigo de Nill                           | Participação especial                   |
| 1983      | Voltei pra Você                      | Joãozito                                |                                         |
| 1984      | Meu Destino É Pecar                  | Marcelo                                 |                                         |
| 1984      | Viver a Vida                         | Henrique                                |                                         |
| 1985      | Tudo em Cima                         | Osvaldinho                              |                                         |
| 1986      | Roda de Fogo                         | Rosário Patané (Tabaco)                 |                                         |
| 1987      | Mandala                              | Gérson                                  |                                         |
| 1988      | O Pagador de Promessas               | Padre Eloy                              |                                         |
| 1988      | Tarcísio & Glória                    | Vavá                                    | Episódio: "O Grande Golpe"              |
| 1988      | Vida Nova                            | Pietro                                  |                                         |
| 1990      | Riacho Doce                          | Neco de Lourenço                        |                                         |
| 1992      | Pedra sobre Pedra                    | Sérgio Cabeleira                        |                                         |
| 1993      | Renascer                             | Sebastião de Pádua (Tião Galinha)       |                                         |
| 1993      | A Justiça dos Homens                 | Vários personagens                      |                                         |
| 1994      | Você Decide                          | -                                       | Episódio: "Cigarra ou Formiga"          |
| 1994      | Éramos Seis                          | José Carlos Marcondes de Bueno (Zeca)   |                                         |
| 1995      | Sangue do Meu Sangue                 | Clóvis Camargo                          |                                         |
| 1996–1997 | Brava Gente                          | Ubirajara Ferraiolo (Bira)              |                                         |
| 1998      | Mulher                               | Osvaldo                                 | Episódio: "A Fome e a Vontade de Comer" |
| 1998      | Teleteatro                           | Vários personagens                      |                                         |
| 1998      | Meu Bem Querer                       | Barnabé de Barros                       |                                         |
| 1999      | Você Decide                          | -                                       | Episódio: "Um Outro em Meu Lugar"       |
| 1999      | Você Decide                          | -                                       | Episódio: "Gol de Placa"                |
| 2000      | Esplendor                            | Rodolfo Bernardes                       |                                         |
| 2000      | Você Decide                          | Leonardo Etelvino (Lorusso)             | Episódio: "Um Casamento Aberto"         |
| 2001      | Os Maias                             | Tomás de Alencar                        |                                         |
| 2001      | O Clone                              | Alberto Lobato (Lobato)                 |                                         |
| 2002      | Esperança                            | Jacobino                                |                                         |
| 2003      | Chocolate com Pimenta                | Margarido Mariano da Silva              |                                         |
| 2005      | Hoje é Dia de Maria                  | Pai                                     |                                         |
| 2005      | Hoje é Dia de Maria: Segunda Jornada | Dr. Copélius                            |                                         |
| 2005      | Clara e o Chuveiro do Tempo          | Napoleão Bonaparte                      | Episódio: "18 de dezembro"              |
| 2006      | Sinhá Moça                           | Coronel José Ferreira, Barão de Araruna |                                         |
| 2007      | Amazônia, de Galvez a Chico Mendes   | Gianne                                  |                                         |
| 2007      | Eterna Magia                         | Joaquim O'Neill                         |                                         |
| 2008      | Ciranda de Pedra                     | Cícero Cassini                          |                                         |
| 2009      | Caminho das Índias                   | Manu Meetha                             |                                         |
| 2010      | Na Forma da Lei                      | Newton Lopez                            | Episódio: "Debaixo da Pele"             |
| 2010      | Afinal, o Que Querem as Mulheres?    | Dr. Klein / Amâncio Flores              |                                         |
| 2011      | Amor em Quatro Atos                  | Marcos                                  | Episódio: "Folhetim"                    |
| 2011      | Cordel Encantado                     | Delegado Altino Batoré (Batoré)         |                                         |
| 2012      | Amor Eterno Amor                     | Virgílio de Souza                       |                                         |
| 2014      | Amores Roubados                      | Roberto Cavalcanti                      |                                         |
| 2014      | Meu Pedacinho de Chão                | Coronel Epaminondas Napoleão            |                                         |
| 2016      | Nada Será Como Antes                 | Pompeu Azevedo Gomes                    |                                         |
| 2017      | Segredos de Justiça                  | Adolfo Pimenta                          | Episódio: "Safadinha 22"                |
| 2017      | Os Trapalhões                        | Patrão                                  | Episódio: "18 de julho"                 |
| 2018      | Ilha de Ferro                        | João Bravo                              |                                         |
| 2019      | Carcereiros                          | Carlos Alexandre de Lima e Silva (Cacá) | Episódio: "Bens Bloqueados"             |
| 2019      | Órfãos da Terra                      | Bóris Fischer                           |                                         |
| 2022      | Pantanal                             | Joventino Leôncio / Velho do Rio        |                                         |

### Cinema
| Ano  | Título                    | Papel                    | Nota           |
| ---- | ------------------------- | ------------------------ | -------------- |
| 1984 | Aguenta, Coração          | Ricardo                  |                |
| 1989 | O Grande Mentecapto       | Barbeca                  |                |
| 1990 | Boca de Ouro              | Leonardo                 |                |
| 1993 | Era Uma Vez no Tibet .... | Monge                    |                |
| 1996 | Cassiopéia                | Leonardo (Voz)           |                |
| 2001 | A Hora Marcada            | Peçanha                  |                |
| 2003 | Desmundo                  | Francisco de Albuquerque |                |
| 2004 | Olga                      | Getúlio Vargas           |                |
| 2011 | Tancredo - A Travessia    | Getúlio Vargas           | Documentário   |
| 2012 | Amores Passageiros        | Sr. Benites              | Curta metragem |
| 2018 | 10 Segundos para Vencer   | Kid Jofre                |                |

## Teatro
| Ano     | Título                                   | Personagem         | Notas                      |
| ------- | ---------------------------------------- | ------------------ | -------------------------- |
| 1972    | Dom Casmurro                             |                    | [ 15 ]                     |
| 1978    | Era Uma Vez nos Anos 50                  |                    | [ 16 ]                     |
| 1978    | As Primícias                             |                    |                            |
| 1980    | Quem Casa Quer Casa e Outras Coisas Mais |                    | [ 17 ]                     |
| 1980–81 | Os Polícias                              |                    |                            |
| 1981–82 | Swing: A Troca de Casais                 |                    |                            |
| 1985    | A Filha do Presidente                    |                    |                            |
| 1986–87 | Um Bonde Chamado Desejo                  | Mitch              |                            |
| 1991    | As Atrizes                               |                    | [ 18 ]                     |
| 1991    | Meno Male!                               | Galdino            |                            |
| 1993    | Odeio Hamlet                             |                    |                            |
| 1993    | Uma Rosa para Hitler                     |                    | Prêmio APCA de melhor ator |
| 1995    | O Fabuloso Obsceno                       | Vários personagens |                            |
| 1999    | Um Maridão na Contramão                  |                    |                            |
| 2015    | Barbaridade                              |                    | [ 20 ]                     |
| 2024    | O Veneno do Teatro                       | Marquês            | [ 21 ]                     |

## Prêmios e indicações
| Ano  | Prêmio                                | Indicação                                  | Nomeação                  | Resultado | ref    |
| ---- | ------------------------------------- | ------------------------------------------ | ------------------------- | --------- | ------ |
| 1994 | Prêmio APCA de Teatro                 | Melhor Ator Coadjuvante                    | Uma Rosa para Hitler      | Venceu    | [ 22 ] |
| 1994 | Prêmio APCA de Televisão              | Melhor Ator Coadjuvante                    | Renascer                  | Venceu    | [ 22 ] |
| 1994 | Troféu Imprensa                       | Melhor Ator                                | Renascer                  | Indicado  |        |
| 1996 | Troféu Imprensa                       | Melhor Ator                                | Sangue do Meu Sangue      | Venceu    |        |
| 2003 | Prêmio Arte Qualidade Brasil - SP     | Melhor Ator Coadjuvante                    | Chocolate com Pimenta     | Indicado  |        |
| 2004 | Prêmio Contigo! de TV                 | Melhor Ator Coadjuvante                    | Chocolate com Pimenta     | Venceu    |        |
| 2004 | Prêmio Arte Qualidade Brasil - SP     | Melhor Ator Coadjuvante                    | Olga                      | Venceu    |        |
| 2004 | Prêmio Guarani de Cinema Brasileiro   | Melhor Ator Coadjuvante                    | Desmundo                  | Indicado  |        |
| 2006 | Prêmio Arte Qualidade Brasil - RJ     | Melhor Ator Coadjuvante                    | Hoje É Dia de Maria       | Indicado  |        |
| 2008 | Prêmio Arte Qualidade Brasil          | Melhor Ator Coadjuvante                    | Ciranda de Pedra          | Venceu    |        |
| 2009 | Prêmio Arte Qualidade Brasil          | Melhor Ator Coadjuvante                    | Caminho das Índias        | Indicado  |        |
| 2014 | Prêmio F5 da Folha de S.Paulo         | Melhor Ator Coadjuvante em Minissérie      | Amores Roubados           | Indicado  |        |
| 2014 | Prêmio Extra de Televisão             | Melhor Ator                                | Meu Pedacinho de Chão     | Indicado  |        |
| 2014 | Prêmio Quem de Televisão              | Melhor Ator                                | Meu Pedacinho de Chão     | Indicado  |        |
| 2014 | Prêmio F5 da Folha de S.Paulo         | Melhor Ator de Novela do Ano               | Meu Pedacinho de Chão     | Indicado  | [ 24 ] |
| 2014 | Troféu UOL TV e Famosos               | Melhor Ator                                | Meu Pedacinho de Chão     | Indicado  | [ 25 ] |
| 2014 | Troféu UOL TV e Famosos               | Melhor Vilão                               | Meu Pedacinho de Chão     | Indicado  | [ 25 ] |
| 2014 | Melhores do Ano                       | Melhor Ator de Novela                      | Meu Pedacinho de Chão     | Indicado  | [ 26 ] |
| 2015 | Festival Cineamazônia                 | Honra                                      | Homenagem                 | Venceu    |        |
| 2018 | Festival de Cinema de Gramado         | Melhor Ator em Longa-metragem              | 10 Segundos para Vencer   | Venceu    | [ 27 ] |
| 2018 | Festival de Cinema da Lapa            | Melhor Ator                                | 10 Segundos para Vencer   | Venceu    |        |
| 2019 | Prêmio Guarani de Cinema Brasileiro   | Melhor Ator Coadjuvante                    | 10 Segundos para Vencer   | Venceu    |        |
| 2019 | Festival Mazzaropi de Curtas-metragem | Melhor Ator                                | Um Café e Quatro Segundos | Venceu    |        |
| 2022 | Prêmio Notíciasdetv.com               | Melhor Ator Coadjuvante                    | Pantanal                  | Venceu    | [ 28 ] |
| 2022 | Melhores do Ano NaTelinha             | Melhor Ator                                | Pantanal                  | Indicado  | [ 29 ] |
| 2022 | Melhores do Ano                       | Melhor Ator Coadjuvante                    | Pantanal                  | Venceu    | [ 30 ] |
| 2022 | Prêmio Contigo! Online                | Melhor Ator Coadjuvante de Novela ou Série | Pantanal                  | Venceu    | [ 31 ] |
| 2022 | Prêmio Área VIP                       | Melhor Ator                                | Pantanal                  | Indicado  | [ 32 ] |
| 2022 | Prêmio Área VIP                       | Melhor Personagem (como Velho do Rio)      | Pantanal                  | Indicado  | [ 32 ] |
| 2022 | e10blog Melhores do Ano               | Melhor Ator Coadjuvante                    | Pantanal                  | Venceu    | [ 33 ] |
| 2023 | Troféu Internet                       | Melhor Ator de Novela                      | Pantanal                  | Pendente  | [ 34 ] |
| 2023 | Prêmio APCA de Televisão              | Melhor Ator                                | Pantanal                  | Venceu    | [ 35 ] |
| 2024 | Prêmio Cenym de Teatro                | Melhor Ator                                | O Veneno do Teatro        | Pendente  |        |
| 2024 | Prêmio Cenym de Teatro                | Melhor Qualidade Artística                 | O Veneno do Teatro        | Pendente  |        |